# Picture Rocks
Picture Rocks est une census-designated place (CDP) située dans le comté de Pima, dans l’État de l’Arizona, aux États-Unis.